# Lorien
Lorien (Sindarin for drømmeland) eller Lothlorien (Sindarin for Blomsterdrømmens Land) er et sted, der omtales i fantasy-romanerne om Ringenes Herre af den engelske forfatter J.R.R. Tolkien. Lorien er en skov vest for Anduin der beboes af elverfolk ledet af dronning Galadriel og kong Keleborn.
Hovedstaden i Lorien er Caras Galadon og elverne fra Lorien blev betegnet Galadhrim.

## Historie
Gråelverne havde et rige i Doriath. I den 2. alder grundlagde Galadriel Lorien efter samme model, men brugte sin ring Nenya til at skærme Lorien mod den onde indflydelse fra Sauron og hans vasaller. Denne afskærmning betød også at almindelige mennesker ikke nemt kunne komme ind i Lorien og skoven fik ry for at være forhekset.
Under krigen om ringen i slutningen af 3. alder blev Lorien flere gange angrebet af Suraons styrker fra Dol Guldur, men angrebene blev slået tilbage. Efter Saurons fald blev Dol Guldur angrebet af styrker fra Lorien, der til sidst indtog Dol Guldur.

## Lorien i "Ringenes Herre"
I Ringenes Herre er der 2 elverfyrster, begge ringbærere, der samarbejder for at hjælpe Saurons modstandere – Galadriel og Elrond. Efter at have passeret Moria og tilsyneladende mistet Gandalf drager Ringens Broderskab ind i Lorien. Her hviler de ud efter strabadserne i Moria og de modtager diverse nyttige gaver der hjælper dem på deres videre færd. Frodo får lov til at kigge i Galadriels spejl hvor man kan se både fortid, nutid og fremtid. Han tilbyder også Galadriel at hun kan få Herskerringen men hun afslår.
| Fiktion | Spire Denne artikel om en historie eller noget fiktivt er en spire som bør udbygges. Du er velkommen til at hjælpe Wikipedia ved at udvide den. |